# Prinzregentenstraße (Bad Kissingen)
Die Prinzregentenstraße befindet sich in Bad Kissingen, der Großen Kreisstadt des unterfränkischen Landkreises Bad Kissingen und ist die Adresse mehrerer Baudenkmäler des Ortes.

## Geschichte
Die Prinzregentenstraße verläuft parallel zur nahe gelegenen Kurhausstraße. Sie ist nach der Kurhausstraße die zweitwichtigste Achse des Kurviertels. Von beiden Straßen ist die Prinzregentenstraße jedoch die jüngere; sie ist erst im 19. Jahrhundert mit dem Ausbau des Kurviertels entstanden.
Die Prinzregentenstraße hieß früher Bahnhofsstraße, da sie als Fortsetzung der Brunnengasse die Altstadt mit dem Bahnhof verbindet. Sie wurde um 1850 im Bereich des damaligen protestantischen Bethauses (am Standort der heutigen evangelischen Erlöserkirche in der Prinzregentenstraße 9) und des nahegelegenen Ballinghauses in der Martin-Luther-Straße 9 erstmals angelegt. In der Folgezeit wurde sie einerseits bis in die Altstadt erweitert als auch bis zur Eröffnung der Bahnstrecke im Jahr 1871 nach Süden bis zum Bahnhof verlängert.
Die Prinzregentenstraße beherbergt großteils stattlichere Kurvillen aus der zweiten Hälfte des 19. Jahrhunderts sowie um 1900.
| Foto | Adresse                                                                                                   | Anmerkung                                                                 |
| ---- | --- | ------------------------------------------------------------------------- |
|      | Prinzregentenstraße 4                                                                                     | Wohnhaus, um 1840                                                         |
|      | Kurhausbad (Adresse: Prinzregentenstraße 6)                                                               | Staatliches Kurhausbad, von 1925 bis 1927 erbaut                          |
|      | Ehemaliges Königliches Logierhaus bzw. Gästehaus, sogenannter Neumannbau (Adresse: Prinzregentenstraße 6) | 1828; beim Bau des benachbarten Staatlichen Kurhausbades 1927 aufgestockt |
|      | Erlöserkirche (Adresse: Prinzregentenstraße 9)                                                            | Die einzige evangelisch-lutherische Kirche von Bad Kissingen, 1847        |
|      | Prinzregentenstraße 11                                                                                    | Kurvilla mit Einfriedung, 1902/1903, Architekt: Carl Krampf               |
|      | Prinzregentenstraße 13                                                                                    | Kurvilla, 1885, oder 1890                                                 |
|      | Prinzregentenstraße 18                                                                                    | Ehemaliges Inhalatorium, 1901                                             |
|      | Prinzregentenstraße 19                                                                                    | Villa, 1906, Architekt: August Gleißner                                   |
|      | Prinzregentenstraße 20                                                                                    | Villa, 1874, Architekt: Wilhelm Hammeran                                  |